# 米德爾敦鎮區 (明尼蘇達州傑克遜縣)
米德爾敦鎮區（英語：Middletown Township）是位於美國明尼蘇達州傑克遜縣的一個行政鎮區。

## 歷史
米德爾敦鎮區於1872年設立，因地處鄰近的鎮區的中心而得名。

## 地方資料
米德爾敦鎮區的面積為93.60平方千米，當中陸地面積為93.36平方千米，而水域面積為0.24平方千米。根據2020年美國人口普查的數據，當地共有人口215人，而人口密度為每平方千米2.3人。